# 整體浴室

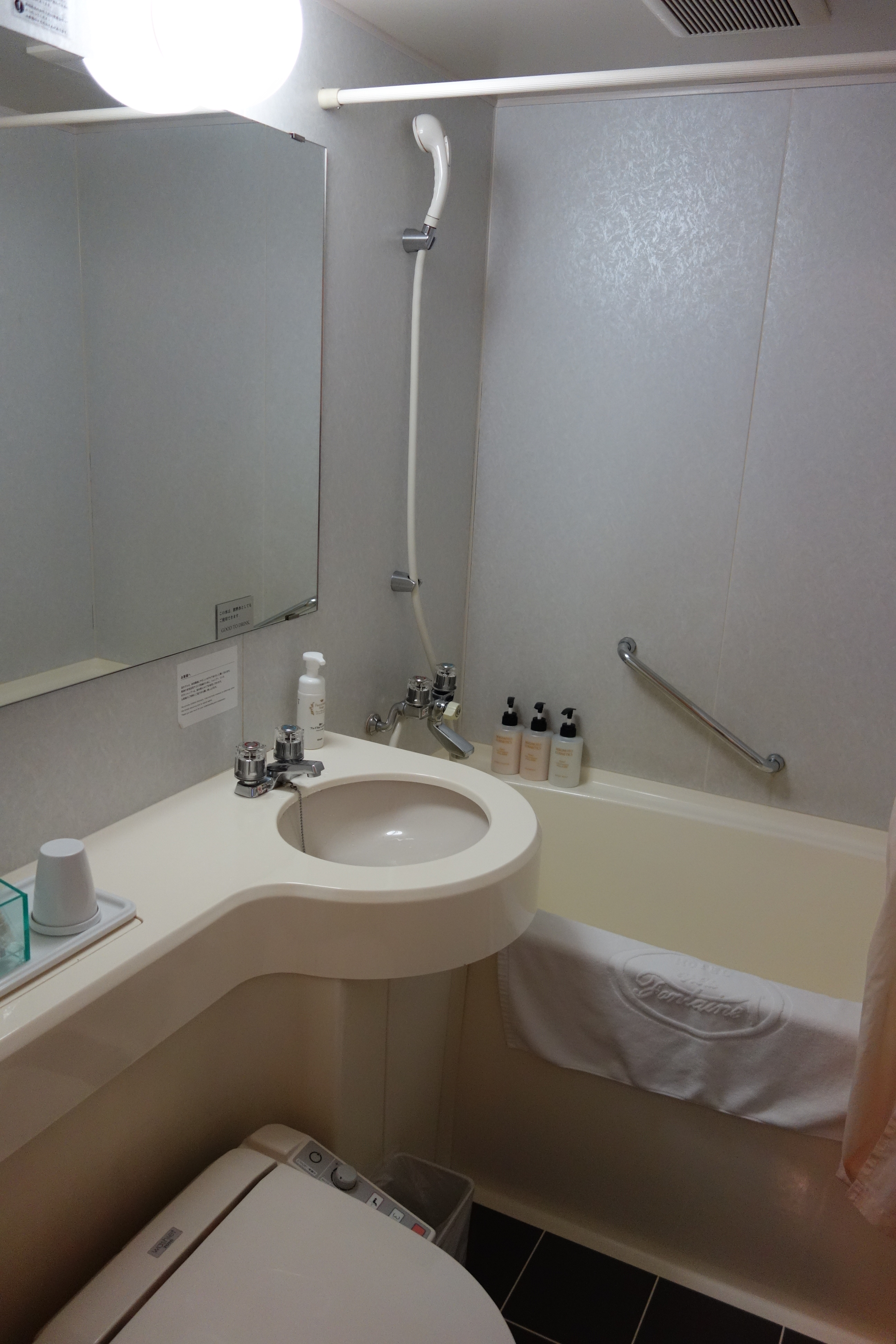
日本飯店內裝有浴缸、洗臉台及馬桶的整體浴室

整體浴室（日语： Yunitto-basu）又稱為系統式衛浴、單元浴室、整體衛浴，整體浴室是在工廠內使用高防水材料預先模製天花板、浴缸、地板及牆壁等元件的浴室，並且在運送到現場後組裝。平面圖等使用的符號是UB。

## 概要
整體浴室被大量使用在日本居家與飯店，不同於傳統浴室施工方法，整體浴室模具成形後，再到現場安裝，所以整體浴室大多數的廠商有生產固定化規格提供選擇，也有少數廠商可以客製化生產；不像傳統施工方法，要一片一片的黏貼牆面及地面磁磚，其優點是一體式底盤，管路明管，減少了漏水的可能，而且施工期間短，適用於各種建築物，常用於酒店、公寓、醫院、住家、宿舍、套房、木屋等。近年來，整體浴室尺寸和設備選項方面有越來越多的選擇，因此它通常被稱為“系統衛浴”。英語又稱為Modular Bathroom 。截至2017年亞洲區，日本整體浴室的市佔率約96％、韓國市佔40%、新加坡政府機關建案，強制使用整體浴室、大陸政府在2017年大力發展裝配式建築，裝配式建築占建築面積的比例需達到30%以上，台灣對於建築工程工法還無法跟上「先進國家」，整體浴室普及率仍不高，目前在台灣看到的主要品牌也只有「卜大」和「金奈」，以及「一太e衛浴」，整體浴室考量到的後續維修、保養、施工的安全性、對於環境的綠能和環保，都優越於傳統工法，歐美國家不斷的開發建築自動化的概念，整體浴室就是建築自動化之一的商品。

## 歷史
類似的整體浴室概念於1938年，由巴克敏斯特·富勒提出，他是美國哲學家、建築師和發明家，由他提出的整體浴室，是以金屬作為結構，並在美國提出專利申請，但整體浴室當時並沒有在美國市場上普及。
現在常見的整體浴室是以FRP材料製造，由日本東陶（TOTO）開發設計的，為因應1964年的的東京奧運會，以容納大量的外國遊客，而興建新大谷飯店，為了節省內部裝潢工程耗費之勞動力，而開發製造以模具生產的一體化衛浴設備。主要參與開發的兩家公司是日立化學（現為：Housetec）和東洋陶瓷（現為：TOTO）。透過方便搬運和安裝的整體浴室，浴室工程由一個月縮短到幾個小時。事實上，在新大谷，所有房間（超過1000個房間）安裝整體浴室據說只花了三個半月內完成。
二次大戰後新建的日本住宅往往以滿足大批居住需求為優先，品質反倒是其次。因此，這個時期的日本被迫必須以短的工期提供許多住宅。因此，防水性佳、能夠縮短工期的整體浴室正式普及。

## 整體浴室規格尺寸
在日本住房的整體浴室的規模幾乎是標準化的。 有“1014”，“1214”，“1216”，“1317”，“1416”，“1418”，“1420”，“1616”，“1521”，“1818”，“1620”，“1624”等，拿1014來說明，前兩位數字代表長100cm*後兩位數字代表寬140cm的尺寸。